# Montastruc-la-Conseillère
Montastruc-la-Conseillère è un comune francese di 3 174 abitanti situato nel dipartimento dell'Alta Garonna nella regione dell'Occitania.

## Società

### Evoluzione demografica
Abitanti censiti